# Ohne Rüstung Leben
Ohne Rüstung Leben e. V. (ORL) ist eine gemeinnützige Nichtregierungsorganisation, die in erster Linie an den Themen Rüstungsexportkontrolle, atomare Abrüstung und nachhaltige Friedensförderung arbeitet. Dazu erstellt sie Informations- und Bildungsangebote, koordiniert Aufrufe und Aktionen und arbeitet in deutschen und internationalen friedenspolitischen Kampagnen mit. Unter anderem gibt sie eine quartalsweise erscheinende kostenlose Zeitung mit einer Auflage von 15.000 Exemplaren heraus. Ohne Rüstung Leben entstand Ende der 1970er-Jahre als ökumenische Organisation der Friedensbewegung in Deutschland. In den 1980er-Jahren trat sie als pazifistische Basisbewegung mit einer Selbstverpflichtungserklärung dafür ein, "ohne den Schutz militärischer Rüstung zu leben" und Frieden „ohne Waffen politisch zu entwickeln“.

## Geschichte

### Anfänge und 1980er-Jahre: Selbstverpflichtungserklärung und Debatten in der Evangelischen Kirche
Der Verein geht auf die württembergische Initiative Pro Ökumene zurück. Der evangelische Pfarrer Werner Dierlamm, ein Mitglied des Antimilitarismus-Arbeitskreises von Pro Ökumene, stellte Ende August 1977 auf einer Tagung in Mannheim eine Selbstverpflichtung zur Diskussion, in der die Bereitschaft ausgedrückt wurde, ohne Waffen leben zu wollen. Wolf-Dietrich Hardung, Dekan des Kirchenbezirks Bad Cannstatt, ergänzte daraufhin diese Erklärung um die Forderung nach einer politischen Entwicklung des Friedens. Die in Mannheim konzipierte und später noch ausgearbeitete Selbstverpflichtung lautete somit: „Ich bin bereit, ohne den Schutz militärischer Rüstung zu leben. Ich will in unserem Staat dafür eintreten, dass Frieden ohne Waffen politisch entwickelt wird.“ Sie wurde die Grundlage von der im Frühjahr 1978 ins Leben gerufenen Aktion Ohne Rüstung Leben, die zunächst ein Arbeitskreis von Pro Ökumene war.
Der Anlass für diese Erklärung und damit für die Gründung von Ohne Rüstung Leben war ein Appell der Fünften Vollversammlung des Ökumenischen Rates der Kirchen (Weltkirchenrat) 1975 in Nairobi/Kenia. Darin wurde gefordert: „Die Kirche sollte ihre Bereitschaft betonen, ohne den Schutz von Waffen zu leben, und bedeutsame Initiativen ergreifen, um auf eine wirksame Abrüstung zu drängen.“
Im April 1978 gingen die Initiatoren von Ohne Rüstung Leben – neben Dierlamm und Hardung waren das unter anderem auch die Pfarrer Niels Hueck, Hermann Mayer, Hermann Schäufele, Gerhard Schubert, Reinhardt Seibert und Gerhard Voß – erstmals mit der Selbstverpflichtung an die Öffentlichkeit. Sie stand unter dem Titel „Aufruf ‚An alle Christen‘“. Unterstützt wurde dieser öffentliche Appell von anderen Organisation wie der Kirchlichen Bruderschaft in Württemberg, dem Internationalen Versöhnungsbund und der Evangelischen Arbeitsgemeinschaft zur Betreuung der Kriegsdienstverweigerer und Zivildienstleistenden (EAK), nicht aber von der württembergischen Landeskirche. Sie erkannte Ohne Rüstung Leben jedoch als Friedensgruppe an und ließ die Aktion gewähren.
Die erste größere Möglichkeit, sich und ihre Selbstverpflichtung in der Öffentlichkeit darzustellen, bot sich dem Verein beim Evangelischen Kirchentag in Nürnberg im Juni 1979. Der Aufruf „An alle Christen“ wurde zudem über die nächsten Jahre hinweg auch in mehreren großen Tages- und Wochenzeitungen veröffentlicht. Die Zahl der Selbstverpflichter wuchs dadurch langsam aber stetig: Von 834 Unterzeichnern im Juni 1978 auf 15.800 im April 1981. Der Verein war somit laut dem Spiegel: „binnen drei Jahren zur größten der neuen Friedensgruppen in der evangelischen Kirche“ geworden. Ende Juli 1983 hatten schließlich 23.800 Menschen die Erklärung signiert. Gleichzeitig haben sich viele Unterzeichner in Ortsgruppen organisiert. So gab es 1982 120 regionale oder lokale Gruppen von Ohne Rüstung Leben. Die meisten davon haben sich inzwischen wieder aufgelöst.
Von Anfang an standen Aufklärung und Bewusstseinsbildung im Mittelpunkt der friedenspolitischen Arbeit der Initiative Ohne Rüstung Leben, die seit 1983 als eingetragener gemeinnütziger Verein mit Sitz in Stuttgart tätig ist. Dazu gab und gibt sie noch immer Informationsmaterial wie etwa Rundbriefe, die seit 1978 bis heute regelmäßig quartalsweise erscheinende Zeitschrift „Informationen“ oder diverse Abhandlungen heraus, in denen vor allem friedens- und rüstungspolitische Themen behandelt werden.

### 1990er- und 2000er-Jahre: Spezifischere Forderungen, Kampagnenarbeit und Aufbau des Zivilen Friedensdienstes
Seit dem Ende des Kalten Krieges positioniert sich die Organisation weniger grundsätzlich und arbeitet stattdessen verstärkt an spezifischen friedenspolitischen Zielen. Beispiele dafür sind die von Ohne Rüstung Leben mitbegründeten Kritischen Aktionäre Daimler, die Aktien von Daimler Benz kauften, um bei der Aktionärshauptversammlung 1991 zum ersten Mal die Rüstungsproduktion des Konzerns zu kritisieren, der 1994 von Ohne Rüstung Leben mitbegründete Trägerkreis „Atomwaffen abschaffen – bei uns anfangen“, der einen Abzug aller Atomwaffen aus Deutschland erreichen will und die Sammlung von einer Million Unterschriften für ein Verbot von Landminen in Kooperation mit dem Aktionsbündnis Landmine.de.
Parallel dazu arbeitete Ohne Rüstung Leben bereits ab 1993 am Konzept eines Zivilen Friedensdienstes als Alternative zum Einsatz bewaffneter Gruppen in Konflikten mit. Zu diesem Zweck gründete der Verein gemeinsam mit Partnerorganisationen das Forum Ziviler Friedensdienst (forumZFD), heute einer der deutschen Projektträger des Zivilen Friedensdienstes. Von 1997 bis 2003 trat Ohne Rüstung Leben selbst als Träger einiger der ersten Projekte des Zivilen Friedensdienstes auf dem Balkan mit einem eigenen Projektbüro in Belgrad auf. Von dort aus wurden unter anderem den Aufbau eines Traumazentrums in Novi Sad (Serbien) und Projekte zur gezielten Vermittlung zwischen Nichtregierungsorganisationen sowie Veteranenverbänden aus Albanien, Kroatien, Serbien und Bosnien-Herzegowina koordiniert. Im Jahr 2003 zog sich Ohne Rüstung Leben aus der Projektarbeit zurück und unterstützt den Zivilen Friedensdienst seitdem über seine Mitgliedschaft in den beiden institutionalisierten Projektträgern forumZFD sowie Aktionsgemeinschaft Dienst für den Frieden (AGDF).
Mit der Übernahme der Kampagne "Produzieren für das Leben – Rüstungsexporte stoppen" fokussierte die Organisation sich ab 2003 zunehmend auf das Thema der deutschen Rüstungsexportkontrolle, bis heute einer der Arbeitsschwerpunkte von Ohne Rüstung Leben.

### 2010er-Jahre bis heute: Kampagnenarbeit für ein Rüstungsexportverbot, ICAN-Partner und Fortbildungen
2011 war Ohne Rüstung Leben unter den Gründungsmitgliedern der "Aktion Aufschrei – Stoppt den Waffenhandel!", in der nach eigenen Angaben inzwischen mehr als hundert friedens- und entwicklungspolitische Akteure ein gesetzlich verankertes, grundsätzliches Verbot des Exportes von Waffen und sonstigen Rüstungsgütern fordern. Seitdem stellt Ohne Rüstung Leben eine der Sprecherinnen der "Aktion Aufschrei", informiert kontinuierlich über deutsche Rüstungsexporte und fordert mit Aktionspostkarten und Unterschriftensammlungen einen Stopp von Rüstungsexporten etwa an Kriegsparteien im Jemen-Krieg oder nach Lateinamerika. Für Aufsehen sorgte die "Aktion Aufschrei", weil sie mehrere Strafanzeigen gegen die deutschen Kleinwaffenhersteller "Heckler & Koch" und Sig Sauer wegen Waffenexporten in verschiedene lateinamerikanische Länder erstattete, die zu Gewinnabschöpfungen bzw. Bewährungsstrafen führten. Die Gerichtsprozesse wurden durch Ohne Rüstung Leben mit einer intensiven Informationsarbeit und verschiedenen Veranstaltungen auch unter Beteiligung von Gästen aus Mexiko begleitet. Zudem tretenVertreter der Organisation mittlerweile auch bei den Aktionärshauptversammlungen der Rüstungsfirmen "Heckler & Koch" und Rheinmetall als Kritische Aktionäre auf.
Als deutscher Partner der Internationalen Kampagne zur Abschaffung von Atomwaffen (ICAN) setzt sich Ohne Rüstung Leben seit der Annahme des Atomwaffenverbotsvertrages im Jahr 2017 für einen Beitritt der deutschen Bundesregierung zu diesem Vertrag ein. Zudem setzt sich die Organisation im Rahmen von eigenen Aktionen und Aufrufen sowie gemeinsam mit anderen ICAN-Partnern, kirchlichen Akteuren und der Kampagne "Büchel ist überall! atomwaffenfrei.jetzt" für einen Abzug der verbleibenden US-Atomwaffen aus Deutschland ein.
Seit 2016 bietet Ohne Rüstung Leben Workshops und Fortbildungen an, die sich an Multiplikatoren richten und verschiedene Aspekte rund um das Ziel 16 "Frieden, Gerechtigkeit und starke Institutionen" der Ziele für nachhaltige Entwicklung der Vereinten Nationen thematisieren.

## Programmatik und Kontroversen
Das friedenspolitische Bestreben der Initiatoren von Ohne Rüstung Leben beruhte auf dem Neuen Testament und hier insbesondere auf der Bergpredigt (vor allem Matthäus 5,38–48). Das Evangelium wurde von ihnen als „Befreiung und Verpflichtung zum Frieden“ verstanden. Sie vertraten die Auffassung, dass das Wort Jesu dabei nicht nur für den religiösen Bereich gelte, sondern auch für den weltlichen. Sie schlussfolgerten daraus, dass Christen nicht nur auf der persönlichen Ebene, sondern auch im politischen Bereich „zum Friedenmachen ermächtigt“ seien beziehungsweise verpflichtet seien, sich für den Frieden einzusetzen. Ohne Rüstung Leben forderte einseitige Abrüstungsschritte, die Auflösung von Militärallianzen und eine Erziehung zum Frieden.
Der Aufruf zur Selbstverpflichtung von Ohne Rüstung Leben hat insbesondere in den evangelischen Kirchen leidenschaftlich geführte Diskussionen ausgelöst und schließlich dazu geführt, dass sich im Jahr 1980 als direkte Reaktion auf die „radikal pazifistische“ und „eher gesinnungsethische“ Position von Ohne Rüstung Leben mit dem Arbeitskreis Sicherung des Friedens in München eine „eher verantwortungsethische“ und „eher gesinnungsethische“ christliche Gegenbewegung formierte. Darin waren prominente evangelische Christen wie etwa der Akademiedirektor a. D. Eberhard Müller und der frühere Chefredakteur der Evangelischen Kommentare, Eberhard Stammler, vertreten. Sie waren der Ansicht, dass Frieden in Verantwortung für den Nächsten verteidigt werden müsse – und das „im äußersten Fall mit Waffengewalt“, was sie auch in einer Gegendarstellung zu der Selbstverpflichtung von Ohne Rüstung Leben betonten. Daher sei ein Rüstungsgleichgewicht notwendig. Wie Ohne Rüstung Leben argumentierte auch der Arbeitskreis Sicherung des Friedens mit den Inhalten der Bergpredigt, verknüpfte diese jedoch mit dem fünften Gebot des Dekalogs (Tötungsverbot), das nicht nur Mord verbiete, sondern auch „den – notfalls bewaffneten – Schutz des Lebens, der grundlegenden Menschenrechte und der Freiheit“ gebiete.

## Organisation
Der Verein ist seit 1983 als eingetragener Verein in Stuttgart eingetragen und als gemeinnützig anerkannt. Die Organisation finanziert sich im Wesentlichen aus Spenden und nicht aus Mitgliedsbeiträgen. Sie beschäftigt mehrere hauptamtliche Angestellte und verfügt über ein Steuerungsgremium sowie einen Beirat, in dem ehrenamtliche Experten beratend tätig sind.

## Ziele und Aktivitäten
Ohne Rüstung Leben arbeitet derzeit in erster Linie zu den Themen Rüstungsexportkontrolle, Atomare Abrüstung und nachhaltige Friedensförderung. Im Bereich Rüstungsexportkontrolle setzt sich die Organisation für ein gesetzlich verankertes grundsätzliches Rüstungsexportverbot, den Stopp aller Rüstungsexporte an kriegführende und menschenrechtsverletzende Staaten und ein generelles Kleinwaffenvebot ein. Dazu arbeitet sie mit der "Aktion Aufschrei – Stoppt den Waffenhandel!" sowie mit internationalen Bündnissen wie dem European Network Against Arms Trade (ENAAT) und mexikanischen Gruppen zusammen. Im Themengebiet der Atomaren Abrüstung wirbt Ohne Rüstung Leben für einen Abzug der US-Atomwaffen aus Deutschland und einen Beitritt der Bundesrepublik zum Atomwaffenverbotsvertrag der Vereinten Nationen. Zentrale Kampagnen sind dabei die Internationale Kampagne zur Abschaffung von Atomwaffen (ICAN) und "Büchel ist überall! atomwaffenfrei.jetzt". Zudem will die Organisation dafür sorgen, dass die Zusammenhänge zwischen Friedensförderung und nachhaltiger Entwicklung bekannter werden und zivile Wege der Vermittlung in Konflikten – etwa den Zivilen Friedensdienst – vorrangig eingesetzt und gefördert werden. Dazu arbeitet sie mit verschiedenen Organisationen zusammen, etwa beim Aufruf "Rettet das Friedensprojekt Europa!" im Jahr 2019.
Eine zentrale Aktivität von Ohne Rüstung Leben ist die Informations- und Bildungsarbeit. Dazu bietet die Organisation verschiedene eigene Publikationen an, die friedenspolitische Themen knapp und verständlich zusammenfassen sollen. Hinzu kommen Pressemitteilungen und öffentliche Auftritte, Informations- und Bildungsveranstaltungen sowie (als Mitherausgeber) wissenschaftliche Studien. In der Kampagnenarbeit produziert und verbreitet Ohne Rüstung Leben regelmäßig Aktionspostkarten, Offene Briefe und Unterschriftensammlungen, mit denen friedenspolitische Forderungen an die Politik gesendet werden können. Zudem tritt Ohne Rüstung Leben als Kritischer Aktionär bei Rüstungsherstellern auf und vertritt bei Protestkundgebungen, Diskussionsveranstaltungen und in Gesprächen mit Politikern die entsprechenden friedenspolitischen Positionen. Weitere Aktivitäten sind die Mitarbeit in der Organisation und Koordination von friedenspolitischen Kampagnen und Bündnissen, die regelmäßige Beteiligung am Kirchentag, Aufrufe zu Ostermärschen und die Unterstützung von Strafanzeigen wie im Fall Sig Sauer. Zu Steuerverweigerungen oder Aktionen des gewaltfreien zivilen Ungehorsams, wie etwa Blockaden, ruft Ohne Rüstung Leben spätestens seit den 2000er-Jahren nicht mehr auf.

## Auszeichnungen
Ohne Rüstung Leben wurde im Jahr 2011 gemeinsam mit der Fachgruppe „Rüstungsexporte“ der Gemeinsamen Konferenz Kirche und Entwicklung (GKKE) mit dem Göttinger Friedenspreis ausgezeichnet.
Im November 2012 erhielt Ohne Rüstung Leben gemeinsam mit anderen Organisationen wie Pax Christi und der Deutschen Friedensgesellschaft / Vereinigte KriegsdienstgegnerInnen für die „Aktion Aufschrei – Stoppt den Waffenhandel“ den Stuttgarter Friedenspreis 2012.
Bei den Kirchheimbolander Friedenstagen 2017 wurde Ohne Rüstung Leben der Kirchheimbolander Friedenspreis verliehen.
Der Dachverband der Kritischen Aktionärinnen und Aktionäre verlieh Ohne Rüstung Leben und seinem langjährigen Geschäftsführer Paul Russmann im September 2020 den Henry-Mathews-Preis für Konzernkritik.
Mehrere Kampagnen der von Ohne Rüstung Leben mitkoordinierten "Aktion Aufschrei – Stoppt den Waffenhandel!" wurden mit Kreativpreisen geehrt, unter anderem beim Internationalen Deutschen PR-Preis 2012, dem Nachwuchswettbewerb des Art Directors Club 2017 und dem ADC-Award 2020.

## Mitgliedschaften
Ohne Rüstung Leben ist Mitglied bzw. aktiver Teil verschiedener friedenspolitischer Kampagnen und Bündnisse:
- Aktionsgemeinschaft Dienst für den Frieden (AGDF)
- „Aktion Aufschrei - Stoppt den Waffenhandel!“
- „Büchel ist überall! atomwaffenfrei.jetzt“
- Dachverband Entwicklungspolitik Baden-Württemberg (DEAB)
- Dachverband der Kritischen Aktionärinnen und Aktionäre
- Deutsches Aktionsnetz Kleinwaffen Stoppen (DAKS)
- Forum Ziviler Friedensdienst (forumZFD)
- Internationale Kampagne zur Abschaffung von Atomwaffen (ICAN)
- Netzwerk Friedenskooperative
- Plattform Zivile Konfliktbearbeitung
- Trägerkreis "Atomwaffen abschaffen"
- „Unter 18 nie“